# Gordon Bennet Cup v avtomobilizmu
Gordon Bennet Cup v avtomobilizmu je eno treh tekmovanj, ki jih je ustanovil ameriški milijarder James Gordon Bennett, Jr., lastnik velike časopisne hiše New York Herald. Tekmovanje je potekalo šestkrat med letoma 1900 in 1905 vsako leto med dvema evropskima mestoma. 

## Zmagovalci
| Leto | Trasa              | Zmagovalec      | Dirkalnik       | Poročilo |
| ---- | ------------------ | --------------- | --------------- | -------- |
| 1900 | Pariz - Lyon       | Fernand Charron | Panhard         | Poročilo |
| 1901 | Pariz - Bordeaux   | Léonce Girardot | Panhard         | Poročilo |
| 1902 | Pariz - Innsbruck  | Selwyn Edge     | Napier          | Poročilo |
| 1903 | Athy               | Camille Jenatzy | Mercedes        | Poročilo |
| 1904 | gorovje Taunus     | Léon Théry      | Richard-Brasier | Poročilo |
| 1905 | Circuit d'Auvergne | Léon Théry      | Richard-Brasier | Poročilo |